# Karl Martell

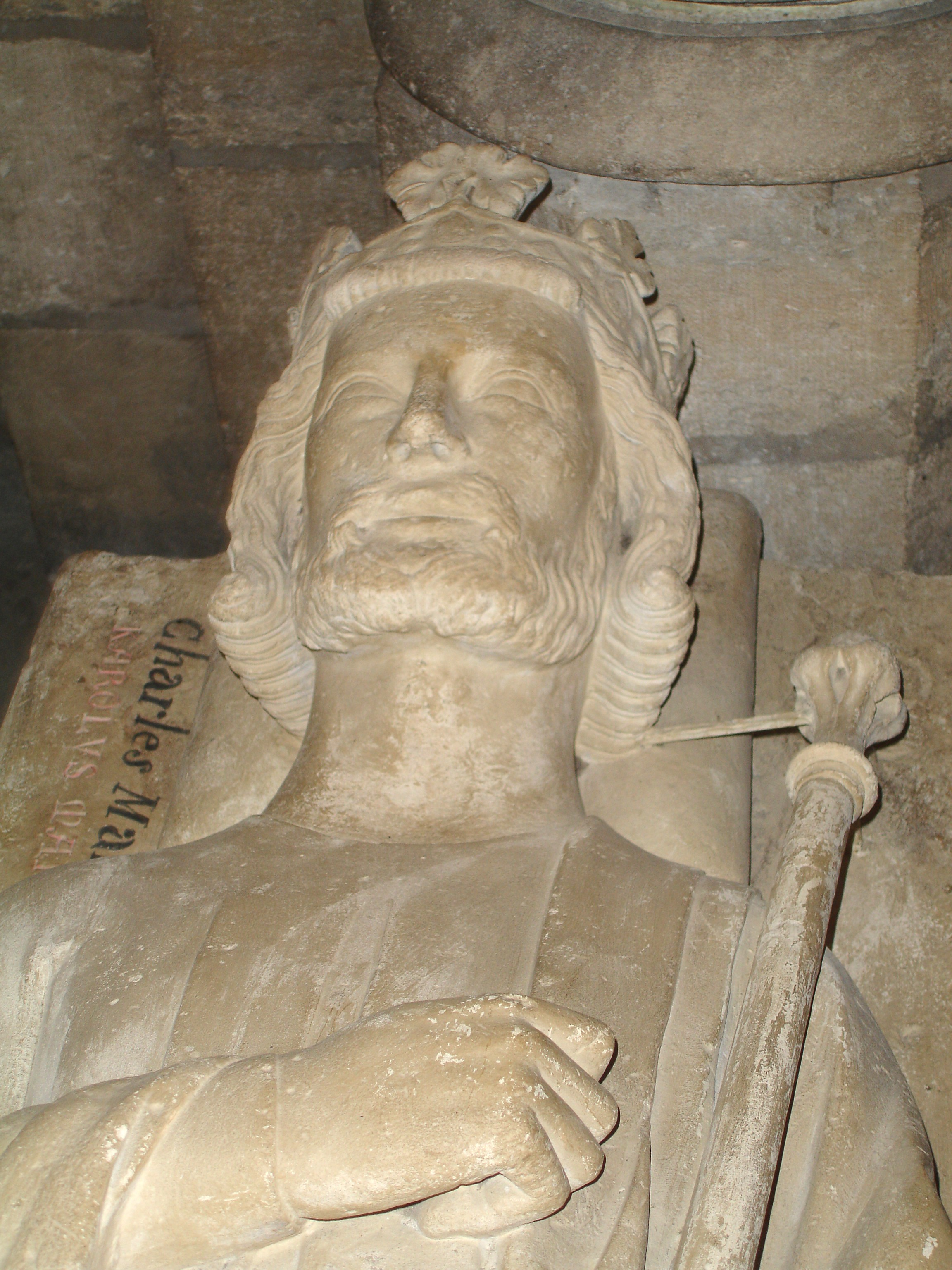
Grab Karl Martells in Saint-Denis

Karl Martell (* zwischen 688 und 691; † 15. Oktober oder 22. Oktober 741 in der Königspfalz Quierzy) war ein fränkischer Hausmeier. Er stieg als Sohn Pippins des Mittleren in dieses Amt auf, dessen Besetzung durch Nachfolgekämpfe geprägt war, auf die der merowingische König keinen Einfluss mehr hatte. Unter Karl Martell setzte sich die im frühen 7. Jahrhundert begonnene Entwicklung zur königsgleichen Herrschaft der Hausmeier fort. Am Ende dieses Prozesses waren die merowingischen Könige nur noch Marionetten der rivalisierenden Adelsfraktionen, bis mit Karl Martells Sohn Pippin dem Jüngeren ein karolingischer Hausmeier König der Franken wurde und die alte Dynastie ablöste.
Karls militärische Aktivitäten erweiterten das Fränkische Reich und schufen die Grundlage für die spätere Expansion der karolingischen Könige, insbesondere seines Enkels Karls des Großen. Wichtige weltliche und geistliche Posten des Frankenreiches besetzte er mit eigenen Gefolgsleuten. In seinen späteren Lebensjahren konnte er sogar ohne König regieren. Karl förderte die Missionierungsbestrebungen seiner Zeit und pflegte Kontakte zum Papst. Aufgrund seiner Übergriffe auf Kirchengut sahen die mittelalterlichen Autoren in ihm jedoch einen Kirchenräuber.
Besonders seit dem 19. Jahrhundert erinnerte sich die Nachwelt vor allem an den Sieg Karl Martells über Araber und Berber in der Schlacht bei Poitiers 732. Karl wurde in der Folge – nach neuerer Forschung zu Unrecht – zum Retter des christlichen Abendlandes stilisiert. Er war namengebend für die Karolingerdynastie. Seine kriegerischen Erfolge brachten ihm im 9. Jahrhundert den Beinamen Martellus („der Hammer“) ein.

## Leben

### Herkunft

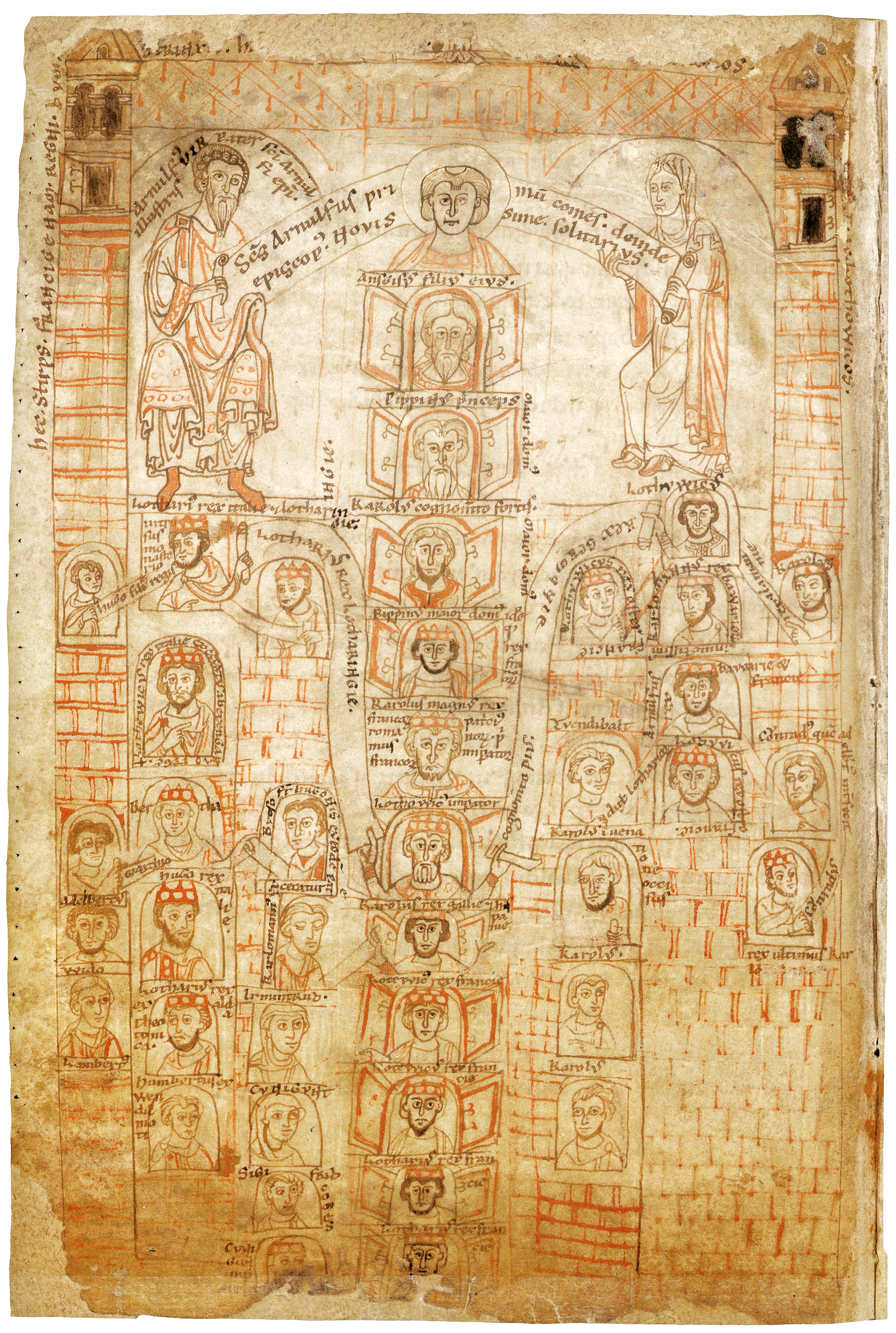
Stammtafel der Karolinger aus der zweiten Hälfte des 12. Jahrhunderts. Ekkehard von Aura, Chronicon universale, Berlin, Staatsbibliothek, Ms. lat. fol. 295, fol. 80^{v}

Frankenreich in 715 zu Beginn der Machtergreifung von Karl Martell

Karl entstammte dem adligen Geschlecht der Karolinger, deren Name jedoch erst gegen Ende des 10. Jahrhunderts auftauchte. Die Vorfahren Karl Martells waren die Arnulfinger und Pippiniden. Die ältesten sicher nachweisbaren und namengebenden Vertreter der Familie waren Arnulf von Metz und Pippin I. Im östlichen Teilreich Austrasien hatte mit Pippin dem Älteren 624/25 erstmals ein Karolinger das Hausmeieramt inne. Ab etwa 687 hatten die Karolinger mit dem Sieg Pippins des Mittleren in der Schlacht bei Tertry über den neustro-burgundischen Hausmeier im gesamten Frankenreich die Herrschaft übernommen. Die Schlacht gilt als „Wendemarke“ für die Ablösung der Merowinger durch die Pippiniden-Arnulfinger. Die mediävistische Forschung ist sich weitgehend einig, dass die Merowingerkönige seit dem ausgehenden 7. Jahrhundert nur noch Schattenkönige waren. Das merowingische Königtum geriet durch zahlreiche frühe Todesfälle und minderjährige Könige zum Spielball rivalisierender Adelsfamilien. Der König war dennoch erforderlich, um das Machtgefüge zwischen den einzelnen Adelsfraktionen auszubalancieren.
Pippin der Mittlere heiratete Plektrud, die einem einflussreichen austrasischen Adelsgeschlecht entstammte. Durch diese Heirat konnte er seine Macht ausbauen. Plektrud verfügte über Besitzungen von der mittleren Mosel über die Eifel bis an den Niederrhein. Seinen Söhnen Drogo und Grimoald übertrug Pippin schon früh verantwortungsvolle Aufgaben. Wahrscheinlich 697 machte er Drogo zum dux Burgundionum (Herzog von Burgund). Grimoald wurde wenig später Hausmeier von Neustrien.
Pippins außerehelicher Sohn Karl Martell war dagegen benachteiligt. Er war aus einer – bislang nicht eindeutig geklärten – Verbindung mit Chalpaida hervorgegangen. Dabei handelte es sich jedoch nicht um eine sogenannte Friedelehe, eine Eheform, deren Existenz die Forschung als quellenfernes Konstrukt der 1930er Jahre verworfen hat. Karls Geburt wird aufgrund von Schätzungen über das Alter seiner Söhne in den Zeitraum zwischen 688 und 691 datiert. Die Taufe vollzog Bischof Rigobert von Reims. Über das Verhältnis des Heranwachsenden zu seinem Vater Pippin, seinen Geschwistern und seiner Stiefmutter Plektrud ist nichts bekannt. Ebenso unklar sind seine Ausbildung, sein tatsächliches Aussehen und seine Jugend. Er ist der einzige zur Herrschaft aufgestiegene Karolinger, über dessen Aktivitäten vor dem Tod seines Vaters keine Nachrichten vorliegen. Karl wurde, anders als die beiden Söhne aus Pippins Ehe mit Plektrud, in keiner Weise an der Herrschaftsausübung beteiligt.

### Die pippinidisch-karolingische Sukzessionskrise (714–723)

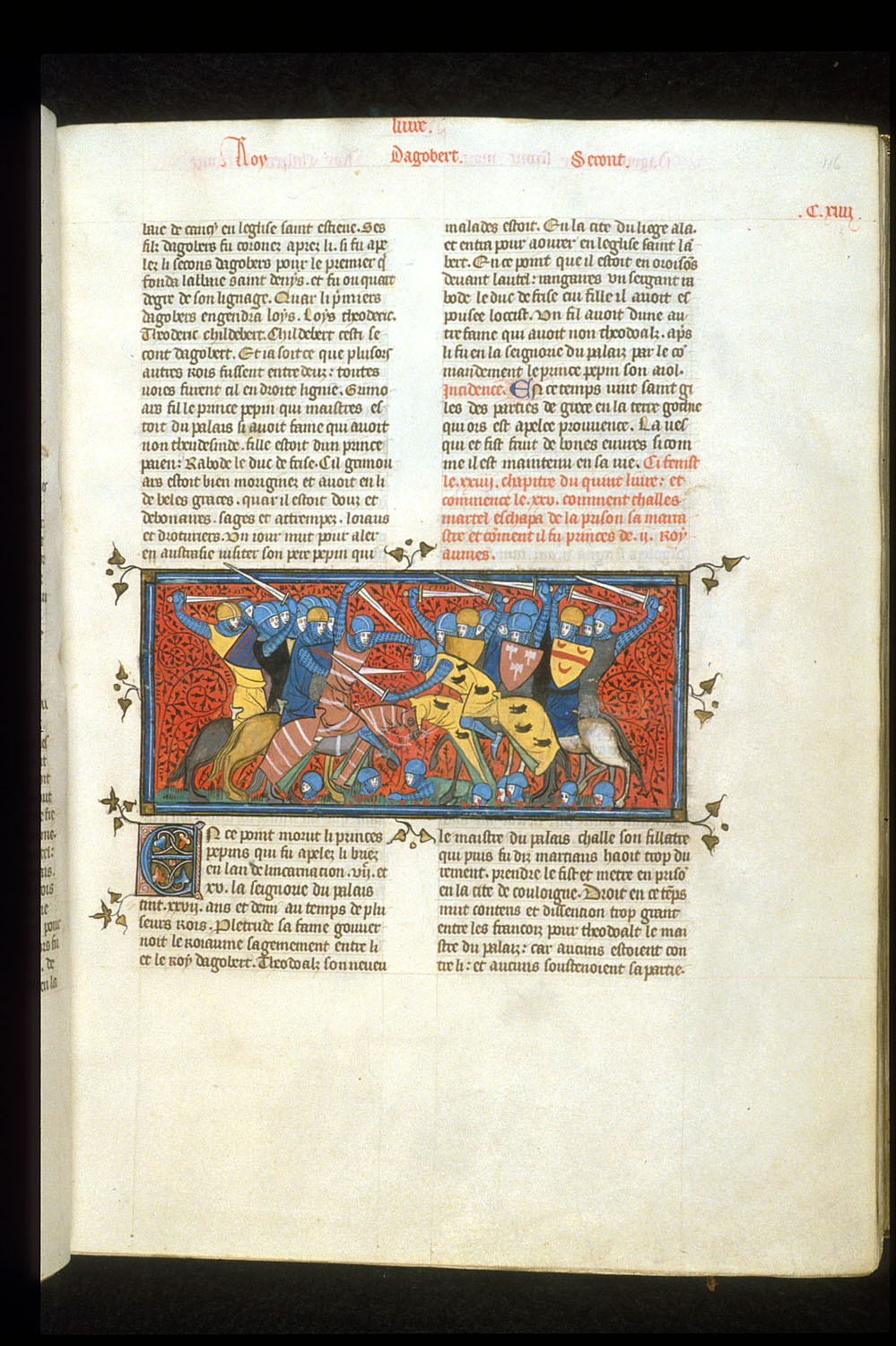
Ausschnitt aus der Schlacht zwischen Chilperich und Karl Martell (Grandes Chroniques de France, BL Royal 16 G VI f. 116)

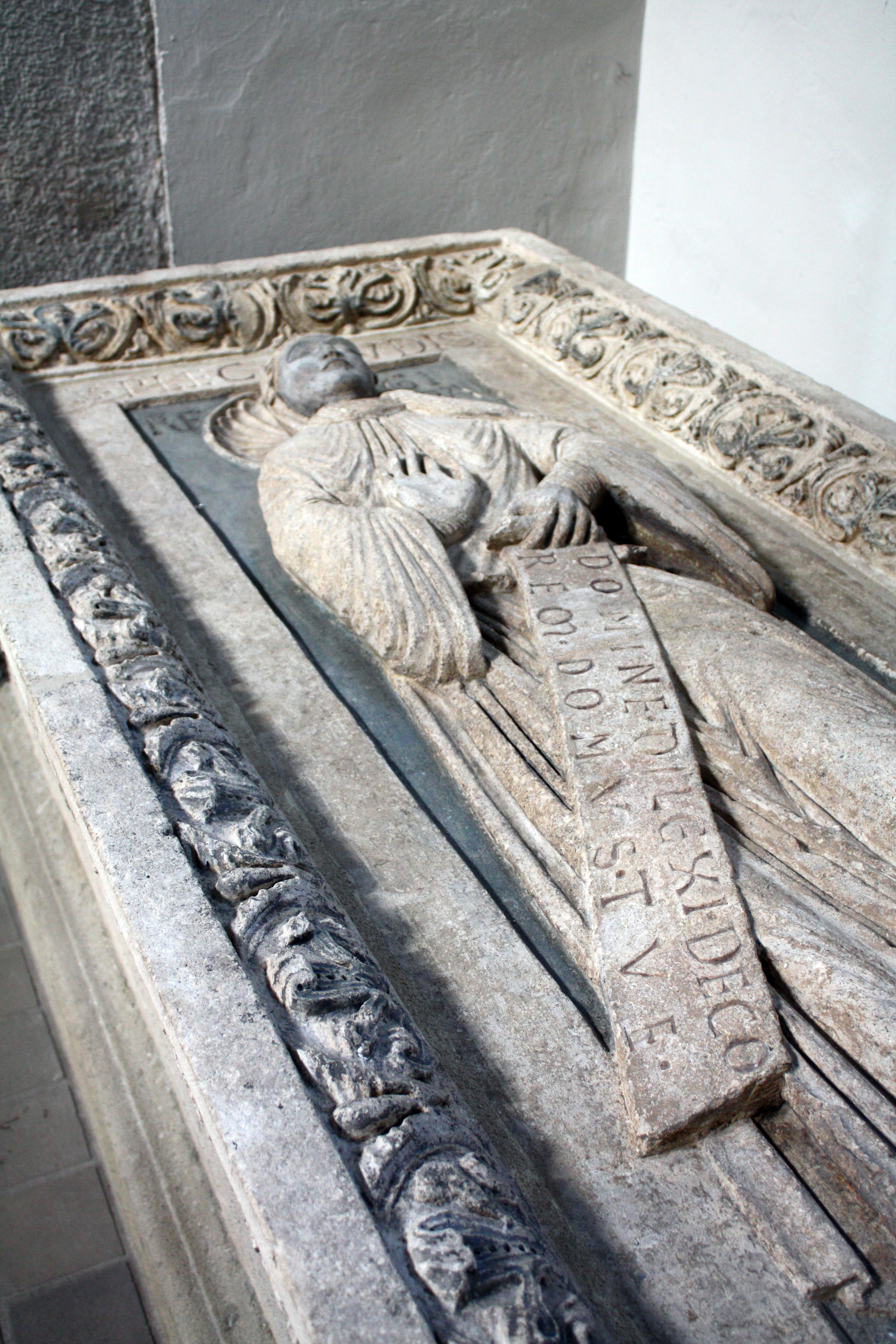
Grabplatte (12. Jahrhundert) der Plektrud in St. Maria im Kapitol in Köln

Pippin hatte kurz vor seinem Tod seine beiden Söhne aus erster Ehe verloren. Drogo war 708 verstorben, Grimoald wurde 714 ermordet. Dadurch fiel Karl jedoch keine Macht zu und er wurde auch bei der Regelung von Pippins Nachfolge nicht berücksichtigt. Den größten Nutzen von dieser Ausgrenzung hatte Plektrud, die ihren Söhnen und Enkeln die Nachfolge Pippins verschaffen wollte. Durch Pippins Tod kam es zu Auseinandersetzungen um die Herrschaftsnachfolge, die in der Forschung als „pippinidisch-karolingische Sukzessionskrise“ bezeichnet werden.
Nach dem Tod Pippins im Dezember 714 handelte Plektrud wie eine Königswitwe, während von der Mutter des damaligen merowingischen Königs Dagobert III. nicht einmal der Name bekannt ist. Plektrud sicherte ihrem Enkel Theudoald die Nachfolge im Hausmeieramt. Um Ansprüchen ihres Stiefsohns Karl vorzubeugen, nahm sie ihn in Haft. Sie residierte hauptsächlich in Köln, während Theudoald als Hausmeier Dagoberts III. sich in Neustrien aufhielt.
Gegen Plektrud erhoben sich jedoch neustrische Große, die ihre frühere Stellung im Frankenreich zurückerobern wollten. Am 26. September 715 besiegten die Neustrier Theudoald in Compiègne. Sie bemächtigten sich des merowingischen Königs Dagobert III. und setzten ihren Anführer Raganfrid als neuen Hausmeier ein. Nach Dagoberts frühem Tod mit knapp 20 Jahren im Jahr 715/16 erhoben die Neustrier als neuen König einen Mönch Daniel, der fortan den Namen Chilperich II. führte.
Unterdessen war es Karl Martell gelungen, aus der Haft zu entkommen. 716 drangen die Neustrier bis nach Köln vor und bemächtigten sich der Schätze der Plektrud. In dieser Situation liefen führende Anhänger Plektruds zu Karl Martell über. Außerdem konnte sich der Karolinger die Unterstützung des angelsächsischen Missionars Willibrord sichern. Als Grundlage für Karls Aufstieg diente ihm die traditionelle Gefolgschaft seiner mütterlichen Familie im Raum Maastricht-Lüttich. Gegen die Friesen von Radbod musste Karl vor Köln 716 seine einzige Niederlage hinnehmen und vom Schlachtfeld fliehen. Er sammelte dann aber seine Kräfte und besiegte die Neustrier im Frühjahr 716 bei Amblève in den Ardennen und am 21. März 717 in der Schlacht von Vinchy bei Cambrai. Anschließend wurde Köln belagert und eingenommen. Karl zwang seine Stiefmutter Plektrud zur Herausgabe des merowingischen Königsschatzes. Damit gelangte dieser vollständig in die Verfügungsgewalt der Karolinger.
Mit der Übergabe des Schatzes wurde der Übergang der Herrschaft von der Stiefmutter auf Karl versinnbildlicht. Der Königsschatz war ein wichtiges Machtmittel für die Erlangung und Etablierung von Herrschaft. Er ermöglichte es seinem Besitzer, die Gefolgsleute materiell zu belohnen und so deren Loyalität zu sichern. Durch Beute aus Kriegszügen wurde der Schatz vermehrt. Plektrud musste ihre politischen Ambitionen aufgeben und wurde Stifterin des Kölner Konvents von St. Maria im Kapitol.
Karl erhob vor dem 3. Februar 718 zur Legitimierung seiner Macht mit Chlothar IV. einen eigenen Merowingerkönig, der ihn formell zum Hausmeier ernannte. Chilperich und Raganfrid konnten nach ihrer Niederlage bei Vinchy Herzog (dux) Eudo von Aquitanien als Verbündeten gewinnen. Im Frühjahr 718 oder im Oktober 718/719 besiegte Karl in der Schlacht bei Soissons erneut Chilperich und Raganfrid. Er verfolgte Eudo und zog 718 mit seinem Heer bis nach Orléans. Eudo sah sich deshalb gezwungen, Chilperich mitsamt seinen Schätzen auszuliefern. Durch den Ausgleich mit Karl konnte Eudo seine Machtstellung in Aquitanien sichern. Raganfrid musste sich bis zu seinem Tod (731) mit einer lokalen Herrschaft im Anjou zufriedengeben. Der Merowingerkönig Chlothar starb 719. Karl erkannte daraufhin den von seinen Gegnern erhobenen Merowingerkönig Chilperich II. an. So konnten die Neustrier an ihrem König festhalten, während Karl damit die Akzeptanz seiner Herrschaft erhöhen konnte. Nach Chilperichs Tod 721 erhob Karl mit Theuderich IV., einem Sohn Dagoberts III., einen neuen Merowingerkönig.
723 ließ Karl zwei Söhne seines Halbbruders Drogo inhaftieren. Er fürchtete wohl, dass sie Ansprüche auf den Familienbesitz oder das Amt des Hausmeiers erheben würden. Damit hatte Karl die letzten innerfamiliären Rivalen ausgeschaltet. Die pippinidisch-karolingische Sukzessionskrise fand ihr Ende.

### Externe kriegerische Aktivitäten (718–739)

Die Expansion des Frankenreichs von 481 bis 814

Karl versuchte seine Herrschaft auch an den äußeren Grenzen des Frankenreiches zur Geltung zu bringen. Die Feldzüge in Gebiete außerhalb seines bisherigen Herrschaftsbereichs dauerten von 718 bis 739. Die kriegerischen Aktivitäten richteten sich gegen Friesen, Sachsen, Alemannen und Bayern sowie die Regionen Aquitanien, Burgund und Provence. Dabei variierte das Ausmaß der Einverleibung der jeweiligen Territorien in das Frankenreich. Anscheinend beabsichtigte Karl nicht immer eine Eingliederung.

#### Konflikte mit den Friesen
Nach der Festigung seiner Position im Frankenreich nahm Karl Rache an den Friesen, die ihn 716 vor Köln besiegt hatten. Radbod, der Herrscher (dux, in angelsächsischen Quellen rex) der Friesen, setzte auf eine Stärkung des Heidentums, um sich der fränkischen Oberherrschaft zu entledigen. Dadurch wurde die vom angelsächsischen Missionar Willibrord begonnene Christianisierung unterbrochen. Radbod hatte Willibrord aus dessen Bistum Utrecht vertrieben. Daraufhin suchte Willibrord beim Hausmeier Karl Unterstützung; er erhoffte sich von ihm die Rückkehr in sein Missionsgebiet. Durch Radbods Tod 719 wurden die Friesen erheblich geschwächt. In den folgenden Jahren waren Karls Feldzüge gegen sie anscheinend erfolgreich, denn nach einer Urkunde aus dem Jahr 723 schenkte er dem Willibrord-Kloster in Utrecht umfangreichen Besitz. 734 besiegte Karl das Heer der Friesen und tötete deren dux (Herzog) Bubo (Poppo) in der Schlacht an der Boorne. Es gelang ihm, das friesische Kerngebiet zwischen Vlie und Lauwers einzunehmen. Der Kriegszug diente auch als Beuteunternehmen. Zugleich wurden zahlreiche pagane Heiligtümer zerstört. Danach ist für die Zeit Karl Martells kein weiterer Konflikt mit den Friesen überliefert.

#### Strafexpeditionen nach Sachsen
Von den Sachsen ging immer wieder Gefahr für das Frankenreich aus. 700 erreichten ihre politisch-militärischen Expansionsbestrebungen einen Höhepunkt. Während der Sukzessionskrise waren sie 715 in das am Rhein gelegene Hattuarien eingefallen, um Beute zu machen. Anders als bei den Friesen erstrebte Karl jedoch keine Annexion, sondern begnügte sich mit mehreren Strafexpeditionen, um die Vorstöße der Sachsen einzudämmen. 718 zog Karl mit einem Heer nach Sachsen und erreichte die Weser. Dieser erste Zug war wohl ein Vergeltungsschlag für den Einfall ins Frankenreich. 720 unternahm Karl erneut einen Kriegszug nach Sachsen. Ob sich ein Feldzug im Jahr 722 gegen die Sachsen oder gegen die Friesen richtete, ist unklar. Einen weiteren Zug nach Sachsen verband Karl 724 mit der Niederwerfung einer neuen Erhebung seiner neustrischen Gegner. Er belagerte seinen früheren Widersacher Raganfrid in Angers. Die Gegend wurde verwüstet und dabei umfangreiche Beute gemacht. Anschließend beendete Karl den Aufstand in Sachsen. Ein 729 geplanter Kriegszug dorthin wurde wegen Problemen in Alemannien nicht in die Tat umgesetzt. 738 unternahm Karl erneut einen Feldzug nach Sachsen. Der Fortsetzer der Fredegar-Chronik bezeichnete die Sachsen in diesem Zusammenhang als paganissimi (überaus heidnisch). Ihr Heidentum war diesmal wohl Anlass für den militärischen Vorstoß. Dabei wurden die Sachsen zu Tributen gezwungen und mussten viele Geiseln stellen. Es ist Karls letzte überlieferte militärische Unternehmung nach Sachsen.

#### Einverleibung Alemanniens in das Frankenreich
Anders als in Sachsen beabsichtigte Karl die Einbindung Alemanniens in sein Herrschaftsgebiet. Der alemannische Herzog Gotfrid stand treu zu den Merowingerkönigen und leistete der Herrschaft Pippins des Mittleren Widerstand. Nach dem Tod des Herzogs 709 brachen in Alemannien Streitigkeiten zwischen seinen Söhnen über die Herrschaft im Dukat aus. Das um 807 entstandene Chronicon Laurissense breve (Kurze Lorscher Chronik) und die ebenfalls erst im 9. Jahrhundert verfassten und davon abhängigen Annales Fuldenses verzeichnen Feldzüge nach Alemannien für die Jahre 722 und 723. Ihre Angaben gelten jedoch als zweifelhaft, denn in den zeitgenössischen Quellen werden diese Züge Karls nicht erwähnt. Wahrscheinlich beruhen die spät überlieferten Nachrichten auf einer chronologisch fehlerhaften Übernahme von Material aus den Fredegar-Fortsetzungen.
724 gründete Pirmin mit der Hilfe Karl Martells und des alemannischen Herzogs Lantfrid das Kloster Reichenau. 725 und wahrscheinlich 728 musste Lantfried den Durchmarsch von Karls Heer durch das alemannische Gebiet nach Bayern dulden. Nach der Chronik Hermanns von Reichenau vertrieb Lantfrids Bruder Theudebald 727 den Abt Pirmin aus dem Kloster Reichenau ob odium Karoli (aus Hass gegen Karl). Nach Jörg Jarnut hat Pirmin freiwillig Alemannien verlassen, um im Elsass das Kloster Murbach zu gründen. Eine Reaktion Karls auf Theudebalds Vorgehen ist jedenfalls nicht überliefert.
730 brachen Kämpfe zwischen Karl und Lantfrid aus. Dabei kam Lantfrid möglicherweise ums Leben; jedenfalls starb er noch im selben Jahr. Theudebald wurde 730 Nachfolger seines verstorbenen Bruders im alemannischen Dukat. Auch Pirmins Nachfolger Heddo musste 732 vor Theudebald fliehen. Karl setzte den Abt wieder im Kloster ein und Theudebald wurde ins Exil geschickt. Einen neuen Alemannenherzog setzte Karl nicht ein, denn er betrieb die Eingliederung Alemanniens in das Frankenreich und sah den Dukat als festen Bestandteil seiner Herrschaft an. Nach Karls Tod versuchte Theudebald als verbliebener Erbe seine Ansprüche in Alemannien durchzusetzen, doch konnte sich Karls Sohn Karlmann dort in mehreren Feldzügen behaupten. Das Herzogtum erlosch unter Karlmann endgültig.
Pirmin und Heddo fanden als Äbte im Elsass ein neues Betätigungsfeld. Dies deutet auf eine fortschreitende Integration dieser Region ins Frankenreich hin. Pirmin gründete 728 das Kloster Murbach. Heddo wurde 734 von Karl Martell als Bischof von Straßburg eingesetzt. Im Elsass musste Karl nie militärisch eingreifen.

#### Eingliederung Mainfrankens und Thüringens ohne Kriegszug
Unter der Herrschaft der Hedenen wurden die Gebiete Mainfranken und Thüringen zu einem Dukat vereinigt. Heden II., der dux von Mainfranken und Thüringen, gehörte anscheinend in der Sukzessionskrise nicht zu den Anhängern Karl Martells. Zwei Urkunden aus den Jahren 704 und 717, in denen Heden Besitz an den angelsächsischen Missionar Willibrord übertragen hatte, könnten auf einvernehmliche Beziehungen zu Karl Martell hindeuten, denn Willibrord hatte den Hausmeier in den Nachfolgewirren unterstützt. Die Schenkungsurkunde von 717 ist jedoch nach den Regierungsjahren Chilperichs II., des Gegenspielers Karl Martells, datiert. Die 717 erfolgte Schenkung wird in dem Testament, das Willibrord für seine Klostergründung in Echternach aufsetzte, nicht erwähnt. Karl Martell hatte wohl dem Diplom von 717 über den Hammelburger Erwerb die Anerkennung verweigert. Im mainfränkisch-thüringischen Gebiet betrieb anscheinend das „Volk der östlichen Franken“ den Sturz der Hedenen. Karl profitierte von diesen Vorgängen, ohne einen Feldzug durchzuführen. Die Region war herrschaftlich gefestigt. Der angelsächsische Missionar Bonifatius konnte in Mainfranken und Thüringen nicht nur Klöster, sondern auch Bistümer gründen.

#### Eingriffe in die Verhältnisse in Bayern
Karl griff 725 gemeinsam mit Liutprand, dem König der Langobarden, zugunsten Herzog Hugberts in die innerbayerischen Streitigkeiten ein. Die Auseinandersetzungen waren durch den Tod der vorherigen Herzöge Theodo (717) und Theudebert (nach 716) entstanden. Liutprand war durch die Heirat mit Guntrud zum Schwager von Theudeberts Sohn Hugbert geworden. Karl und Liutprand verhalfen Hugbert zum Sieg über seinen Onkel Grimoald. Das Eingreifen in die bayerischen Angelegenheiten führte zu positiven Beziehungen Karls mit dem Langobardenkönig. 725 brachte Karl von seinem Kriegszug Grimoalds Gemahlin Pilitrud und deren Nichte, die bayerische Prinzessin Swanahild, aus dem Hause der Agilolfinger mit in die Francia, die Kernregion des Reiches. Kurz darauf heiratete er Swanahild. Damit festigte er seine Stellung in Bayern und im Frankenreich. 728 zog Karl erneut nach Bayern. Die Hintergründe bleiben unklar. Möglicherweise gab es Widerstand gegen Hugberts Herrschaft. 736 starb Hugbert kinderlos. Daraufhin setzte Karl mit dem Alemannen Odilo einen mit Swanahild verwandten Herzog in Bayern ein. Der landfremde Odilo plante eine vom Papst autorisierte Kirchenorganisation der Bistümer in Bayern. Kurz darauf regte sich aus nicht bekannten Gründen Widerstand gegen ihn, so dass er an den Hof Karl Martells fliehen musste. Dort ging er eine Ehe mit Karls Tochter Hiltrud ein, woraus 741 der Sohn Tassilo III. hervorging. Im März 741 konnte Odilo nach Bayern zurückkehren und sich mit fränkischer Unterstützung dort wieder durchsetzen.

#### Auseinandersetzungen mit den muslimischen Arabern und Berbern

Islamische Expansion bis zur Schlacht bei Poitiers

Muslimische Araber und Berber (in fränkischen Quellen Sarazenen oder Ismaeliten) hatten 711 das Westgotenreich in Spanien eingenommen. 720 besetzten sie auch westgotische Vorposten im Südwesten Galliens. Sie drangen verstärkt in die Pyrenäen ein und bedrohten Aquitanien. Herzog Eudo von Aquitanien konnte 721 die Invasoren bei Toulouse zurückschlagen. Trotz der Niederlage drangen die Araber und Berber kurze Zeit später weiter vor. Sie konnten 724 Carcassonne und wenig später Nîmes einnehmen. Im August 725 wurde Autun in Burgund geplündert und zerstört.
Angesichts der arabisch-berberischen Expansion ging Eudo mit dem Berberfürsten Munnuza ein Bündnis ein. Den Hintergrund bildeten zunehmende Spannungen zwischen Berbern und Arabern. Munnuza wurde von dem Araber Abd ar-Rahmān al-Ghāfiqī, dem Statthalter des Kalifen in Spanien, besiegt und nahm sich das Leben. Fortan bekämpfte Abd ar-Rahman den Verbündeten seines Widersachers. 732 musste Eudo an der Garonne eine schwere Niederlage hinnehmen. Daher sah er sich gezwungen, Karl Martell um Hilfe zu bitten. Karl reagierte zügig; er zog den Arabern mit einem Heer aus Franken und Burgundern entgegen. Im Oktober 732 kam es zur Schlacht bei Poitiers (ad Pectavis), in der Abd ar-Rahman fiel und das Heer Karl Martells die Angreifer besiegte. Die Berber und Araber verließen das Land allerdings nicht fluchtartig, sondern zogen plündernd durch das Limousin.
Die Muslime hatten bei ihrem Feldzug nicht beabsichtigt, das Frankenreich zu erobern, sondern wollten lediglich eine Strafexpedition als Beutezug gegen Eudo durchführen. Ihre Niederlage vereitelte dieses Vorhaben. Karls Sieg war allerdings nicht absolut, denn auch nach seinem Sieg waren die Muslime in der Lage, Plünderungszüge zu unternehmen. Gleichwohl übernahm Karl mit seinem Sieg die politische und militärische Führung in Aquitanien, zumal Eudo 735 starb. Karl erkannte daraufhin Eudos Sohn Hunold als Herzog von Aquitanien an. Der neue Herzog musste dem Hausmeier und seinen beiden Söhnen Karlmann und Pippin Treue schwören. Hunold scheint mit Karl zeitlebens das Einvernehmen gesucht zu haben; jedenfalls sind keine Konflikte überliefert.

#### Ausgreifen nach Burgund und in die Provence

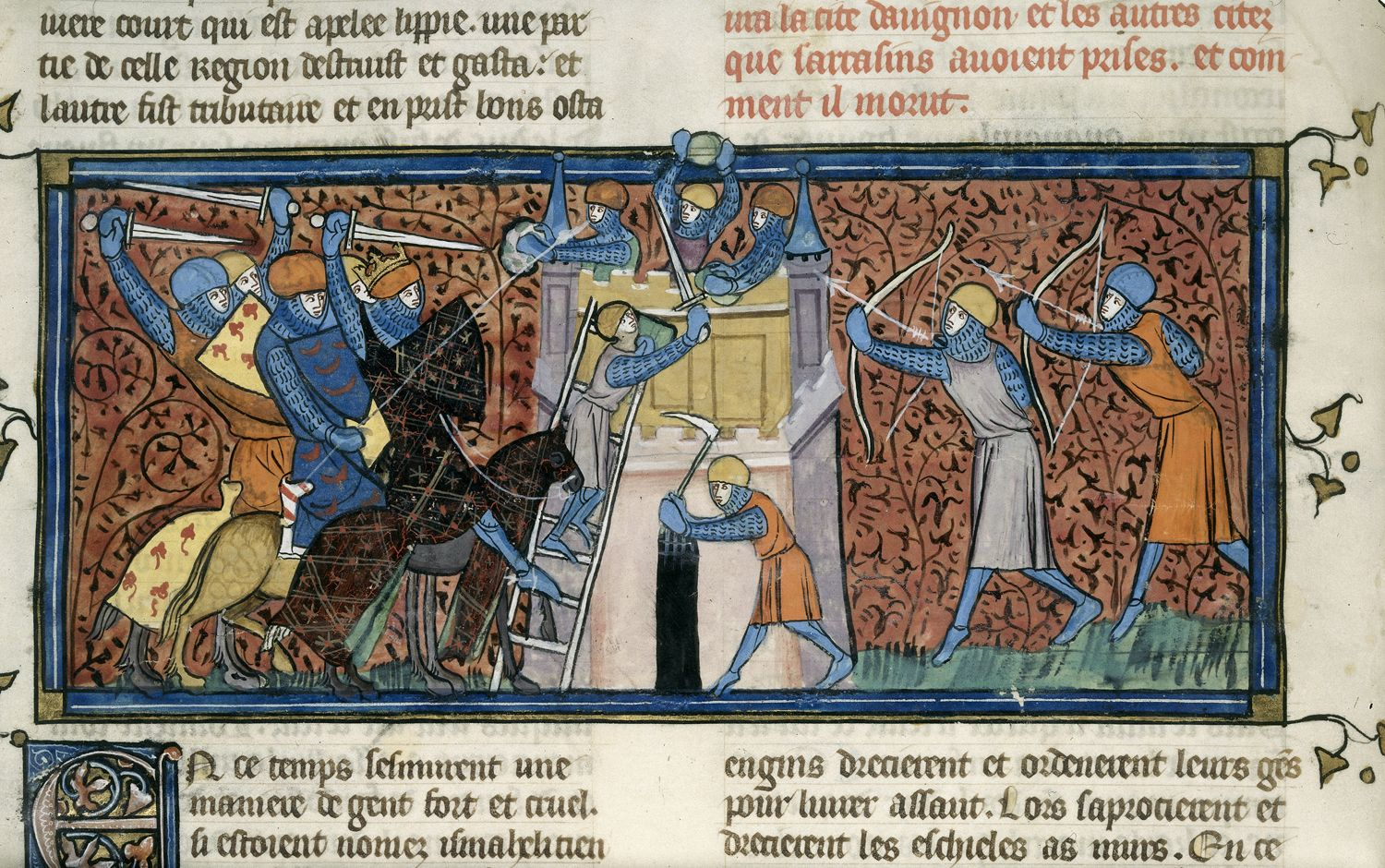
Ausschnitt aus der Belagerung von Avignon. Buchmalerei in einer Handschrift der Chroniques de France ou de St Denis (1332–1350), London, British Library, MS Royal 16 G VI, fol. 118v

Nach dem Sieg von 732 und vor allem nach dem Tod Eudos 735 konzentrierte Karl sich militärisch auf Aquitanien, Burgund und die Provence. Diese Regionen sollten herrschaftlich enger an das Frankenreich gebunden werden. Ab 733 unterwarf Karl schrittweise Burgund und die Provence. Die Ruhe im Norden und Osten gab ihm Gelegenheit, seine Herrschaft in dieser bislang vernachlässigten Region zur Geltung zu bringen. Die bisherigen lokalen Machthaber wurden entmachtet und durch zuverlässige Gefolgsleute Karls ersetzt. So schickte Karl Bischof Eucherius von Orléans nach Köln in die Verbannung und verteilte dessen Kirchengüter an sein Gefolge. Ähnlich erging es Bischof Ainmar von Auxerre, der in Bastogne gefangen genommen wurde.
Trotz dieser Maßnahmen war Karls Herrschaft in dieser Region nicht gesichert. So entfachte der dux der Provence, Maurontus, einen Aufstand und ging ein Bündnis mit den Muslimen ein. Unter der Führung von Yusuf ibn Abd ar-Rahman al-Fihri setzten sich diese in Avignon fest. Karl konnte Avignon mit der Unterstützung seines Halbbruders Childebrand einnehmen. Vergeblich belagerte der Hausmeier 737 Yusuf al-Fihri in Narbonne, doch gelang es ihm schließlich, das Entsatzheer der Araber in der Schlacht an der Berre vollständig zu besiegen. Auf dem Rückmarsch nach Austrasien verwüstete Karl die Städte Béziers, Agde, Maguelone und Nîmes. Im Jahre 738 fielen die Araber und Berber erneut in die Provence ein. Karl war zu diesem Zeitpunkt auf einem Feldzug in Sachsen. Für ihn rückte daher der Langobardenkönig Liutprand mit einem Heer an. Die Invasoren zogen daraufhin kampflos ab. Erst die Aufstände der Berber im Maghreb, Auseinandersetzungen auf der Iberischen Halbinsel zwischen Arabern und Berbern und schließlich das Auseinanderbrechen des islamischen Weltreichs brachten die Expansion hier zum Stehen.

### Phase der Alleinherrschaft (737–741)

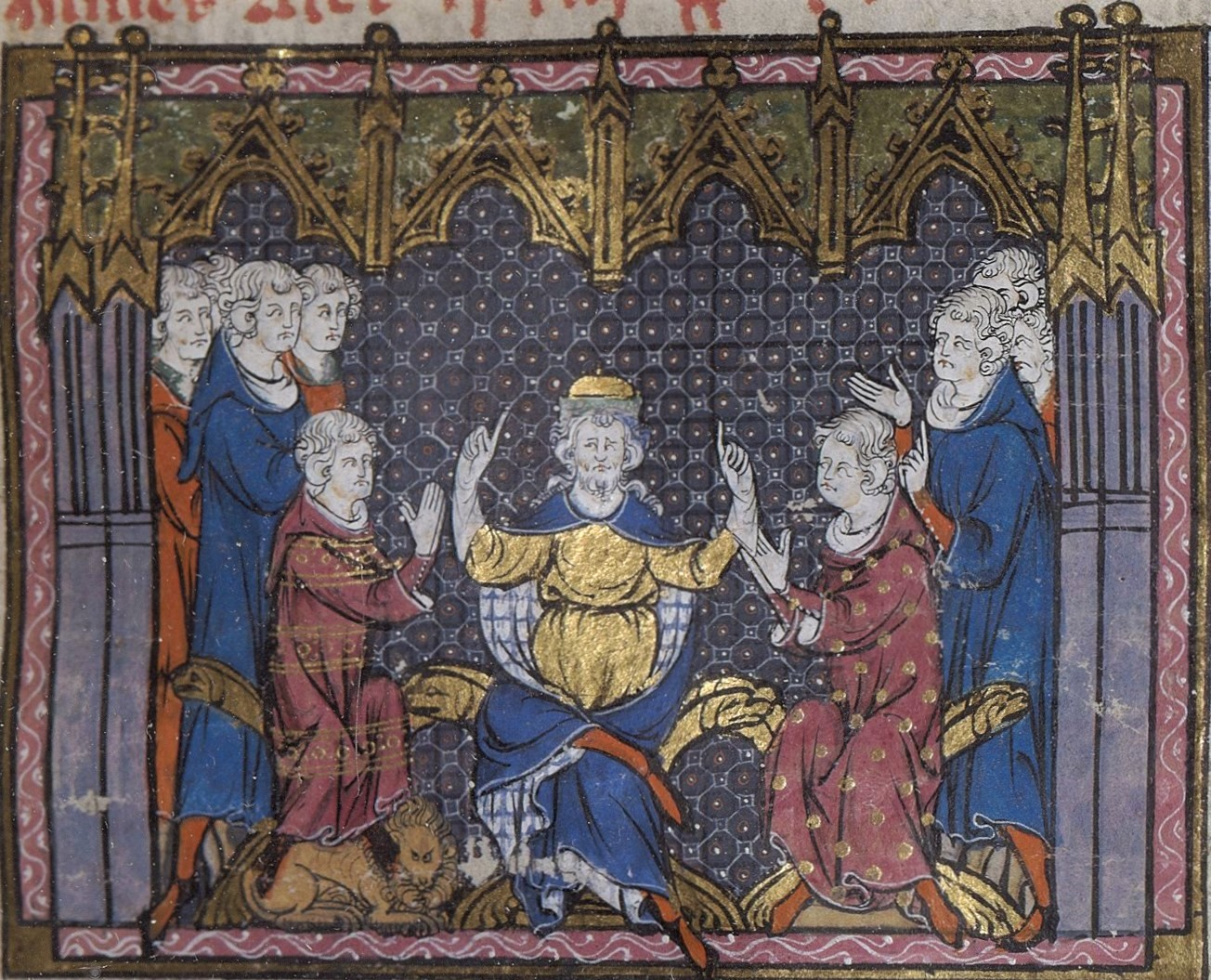
Vor seinem Tod teilt Karl Martell das Reich zwischen seinen Söhnen Karlmann und Pippin auf. Buchmalerei in einer Handschrift der Grandes Chroniques de France, Paris, Bibliothèque Nationale, Ms. fr. 2615, fol. 72

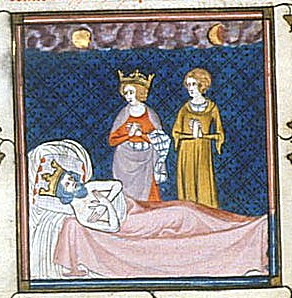
Karl Martell auf dem Sterbebett. Chroniques de France ou de St Denis (1332–1350), London, British Library, Royal MS 16 G VI, fol. 119v

Im Frühjahr 737 starb der von Karl Martell 721 auf den Thron erhobene Merowingerkönig Theuderich IV. im Alter von ungefähr 25 Jahren. Von da an regierte Karl bis zu seinem Tod 741 das fränkische Gesamtreich allein, er war Hausmeier ohne König. Dies war eine in der Geschichte des Frankenreiches bislang einmalige Konstellation. Zwar hatte Theuderich mit Childerich III. einen Sohn und Erben, doch verzichtete Karl darauf, ihn zum König zu machen. Die ungünstige Quellenlage in diesem Zeitraum erschwert die Beurteilung der möglichen Motive und Konzepte von Karls Alleinherrschaft. Er hatte seine Stellung durch seine militärischen Erfolge weitgehend abgesichert und dadurch auch sein Ansehen gesteigert. Zugleich hatte er wichtige Positionen mit seinen Gefolgsleuten und Verwandten besetzt. Seine Stellung als „erwählter Hausmeier“ hatte er von den Franken auf einer Reichsversammlung absichern lassen.
Im Jahr 737, als nach dem Tod Theuderichs IV. kein neuer Merowingerkönig erhoben wurde, schickte Karl seinen Sohn Pippin III. zum befreundeten und kinderlosen Langobardenkönig Liutprand. Dort wurde Pippin nach langobardischer Art durch Scheren des Haupthaares adoptiert. Die Adoption diente nicht der Nachfolge im Langobardenreich, für diese hatte Liutprand bereits 735 seinen Neffen Hildeprand vorgesehen. Sie sollte nur das fränkisch-langobardische Bündnis absichern. Mit der Adoption und dem damit zusammenhängenden Bündnis bekundeten die Herrscher ihren Willen, einander gegen Feinde im burgundischen und provenzalischen Raum beizustehen. Umstritten ist, ob die Adoption Pippins außerdem die Ablösung der Merowingerdynastie im Frankenreich vorbereiten sollte. Jörg Jarnut vermutet, dass „die Erhebung Pippins zum Königssohn […] jedem Zeitgenossen als erster Schritt dazu erscheinen mußte, ihn selbst dereinst zum fränkischen König zu machen“, und dass diese Erhebung zugleich „eine eklatante Zurücksetzung Karlmanns“, des älteren Bruders, bedeutete. Nach Brigitte Kasten hingegen war der beim Vater gebliebene Karlmann der wichtigere Sohn, da man „bei derlei riskanten Unternehmungen den ältesten Sohn in der Regel schonte“. Karlmann habe „beim Ausfall des hin und wieder kränkelnden Vaters“ bereitstehen müssen. Nach Florian Hartmann wurde nicht Pippin, sondern Grifo 737 adoptiert. Er begründet dies mit Swanahilds Einfluss auf ihren Ehemann, mit der Berücksichtigung Grifos in Karls späteren Teilungsplänen und dass karolingische Quellen später nichts von einer Adoption Pippins berichten.
Nach einer These von Matthias Becher hat Karl Martell nach dem Tod König Theuderichs IV. den Dynastiewechsel von den Merowingern zu den Karolingern umsetzen wollen. Bei diesem Schritt habe Bonifatius auf seiner dritten Italienreise (737/38) eine wichtige Rolle im Bemühen um päpstliche und langobardische Unterstützung übernommen. Spätestens bei einer schweren Erkrankung im Jahr 740 habe der Hausmeier seine Ambitionen allerdings aufgegeben.
Der Papst titulierte Karl in zwei Briefen von 739/40 als Vizekönig (subregulus). Karl Martell usurpierte zunehmend königliche Rechte. Er verfügte über Fiskal- und Kirchengut, stellte im eigenen Namen nach dem Muster von Königsurkunden Placita (königliche Gerichtsurkunden) und Immunitätsprivilegien aus. Die Gültigkeit solcher Privilegien war im Grundsatz zwar unbegrenzt, dennoch zogen es viele Empfänger vor, sie auch von dessen Nachfolgern bestätigen zu lassen. Da man Königsurkunden nach Königsjahren zu datieren pflegte, stellte die Datierung in der königslosen Zeit ein Problem dar. Karl datierte seine letzte erhaltene Urkunde nach den Jahren, die seit dem Tod Theuderichs vergangen waren. Ingrid Heidrich hat bei der Datierung der Urkunden allerdings eine Veränderung ab den 720er Jahren beobachtet: Karl ließ die Urkunden nicht mehr anno X regni domni nostri N. regis („im xten Jahr der Herrschaft unseres Herrn, des Königs N“) datieren, sondern deutlich schlichter anno X regnante N. rege („im xten Jahr, in dem König N. herrscht“). Das Urkundenwesen der spätmerowingischen Könige hat Heidrich daher als „Instrument in der Hand der Hausmeier“ gedeutet. Auch das Königsgericht wurde durch das Gericht des Hausmeiers abgelöst. Karls Hinwendung zu den Königspfalzen im Oise-Tal verdeutlicht sein monarchisches Selbstverständnis und zugleich die Hinwendung zum königlichen Vorbild der Merowinger.
Wie ein König teilte Karl das Frankenreich unter seine Söhne auf. Die Reichsannalen und ihre spätere, überarbeitete Fassung (sogenannte Einhardsannalen), die Fortsetzung Fredegars und die Metzer Annalen sind die vier wichtigsten Quellen, die aus pro-karolingischer Perspektive berichten. Die Vorgänge um die Nachfolge Karl Martells stellen sie unterschiedlich dar. Aus den letzten Jahren Karls sind zwei Nachfolgeordnungen überliefert. Demnach teilte Karl sein Reich in einer Zweiteilung unter Karlmann und Pippin auf. Karlmann erhielt Austrasien, Thüringen und Alemannien, Pippin wurden Neustrien, Burgund und die Provence zugesprochen. In einer weiteren Nachfolgeregelung entschloss sich Karl, auch seinen Sohn Grifo unter die Erben aufzunehmen und ihm ein eigenes Herrschaftsgebiet zuzuweisen.
In der Forschung wurde diskutiert, ob Grifo noch weitergehende Zusagen erhielt. In Karls letzter Urkunde vom 17. September 741, der einzigen aus der königslosen Zeit, schenkte er die merowingische Königspfalz Clichy dem merowingischen Königskloster Saint-Denis. Die Konsensunterschriften unter der Urkunde vollzogen Swanahild und Grifo, nicht aber die älteren Söhne Karlmann und Pippin. Grifo und Swanahild standen somit fünf Wochen vor Karls Tod mit ihm in einvernehmlicher Beziehung. Nach Matthias Becher beabsichtigte Karl kurz vor seinem Tod, Grifo „zum Haupt- oder gar zum Alleinerben“ zu machen. Die karolingische Geschichtsschreibung habe die Ansprüche Grifos unterdrückt und stattdessen Pippin III. und Karlmann, die tatsächlichen Nachfolger Karl Martells, als einzige legitime Erben präsentiert. Damit sei der Makel verschleiert worden, dass die wirklichen Nachfolger Karl Martells in dessen letzter Nachfolgeregelung gar nicht vorkamen. So hätten die pro-karolingischen Autoren den Eindruck einer einvernehmlichen Kontinuität innerhalb der Herrscherfamilie erwecken wollen. Gegen Bechers Ausführungen argumentiert Andreas Fischer, dass Karls Söhne Karlmann und Pippin sich möglicherweise bereits in den ihnen zugewiesenen Herrschaftsgebieten aufhielten. Unruhen in den Teilreichen konnten jedenfalls nur durch die Anwesenheit des herrschenden Hausmeiers unterbunden werden. Die Nichtberücksichtigung im ersten Reichsteilungsplan erklärt Fischer mit dem geringen Alter Grifos. Laut Sören Kaschke haben die Fredegar-Fortsetzungen und später die Reichsannalen die Erbansprüche Grifos 741 nicht deshalb unerwähnt gelassen, weil sie Konflikte innerhalb der Dynastie übergehen wollten, sondern vielmehr, weil der jeweilige Autor „sich nicht in der Lage sah, die Verdrängung Grifos zu rechtfertigen oder dessen abschließendes „Fehlverhalten“ – seine Aufstände gegen Pippin – zu verurteilen“.

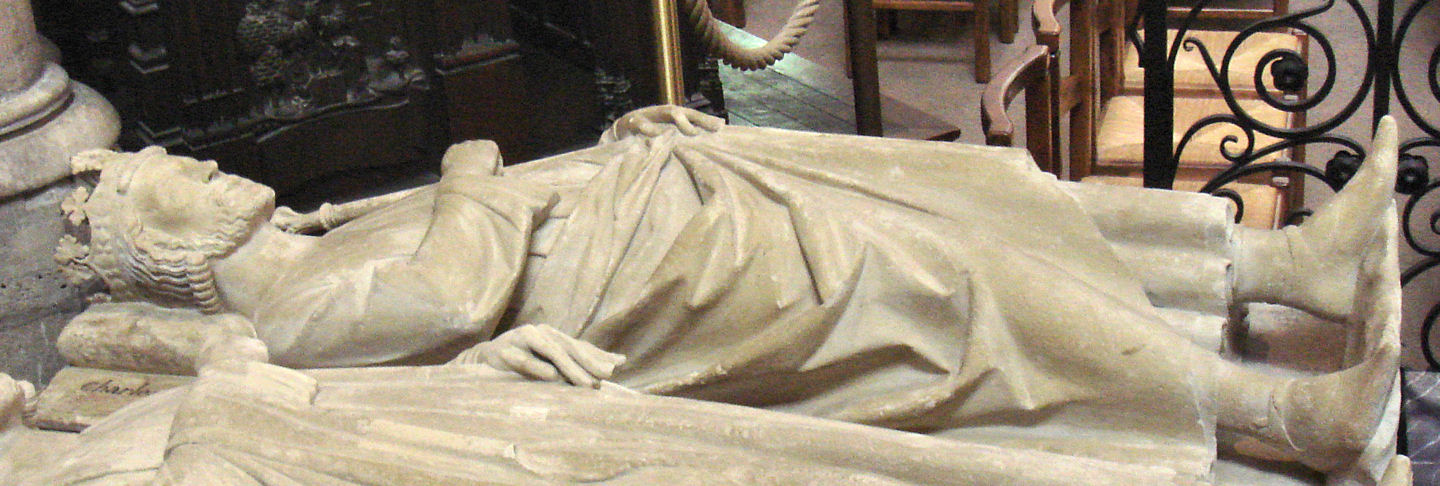
Karl Martells Grab in Saint-Denis

741 ergriff ein starkes Fieber Karl Martell. Er verstarb am 15. oder 22. Oktober 741 in der Pfalz Quierzy. Als erster Angehöriger seines Geschlechts ließ er sich in der Königsgrabkirche Saint-Denis beisetzen und nicht, wie bislang üblich, im austrasischen Metz oder auf dem Chèvremont. Mit dieser Entscheidung knüpfte er legitimatorisch an die Merowingerdynastie an. Die letzten Merowingerherrscher wurden hingegen nur noch in einfachen Grabkirchen in Arras, Noyon oder Compiègne bestattet.
Ihren Halbbruder Grifo und dessen Mutter setzten Pippin und Karlmann gefangen. In Vieux Poitiers nahmen sie 742 eine erneute Reichsteilung vor, die Grifo nicht mehr berücksichtigte. Veranlasst durch Aufstände in mehreren Randgebieten erhoben sie 743 mit Childerich III. letztmals einen Merowingerkönig. Die Herkunft Childerichs III. ist ebenso unklar wie die seiner merowingischen Vorgänger Daniel/Chilperich II. und Chlothar IV. Anscheinend war die merowingische Erbfolge bereits 40 Jahre vor dem Dynastiewechsel von 751 unklar und erschien damit als fragwürdig. Die Quellenberichte über diese Zeit stellen die aufstrebende Familie der Karolinger in den Vordergrund, die merowingische Königsdynastie wird kaum noch erwähnt. Die Macht der einzelnen Merowingerkönige basierte angesichts der Unklarheit ihrer Thronansprüche hauptsächlich auf der Unterstützung, die sie mobilisieren konnten. Die Söhne Karl Martells hatten ihre Stellung allein ihrer Macht zu verdanken und ihre Herrschaft nicht mehr wegen eines Königs inne. Karl Martell hingegen hatte seine Stellung als Hausmeier noch der Ernennung durch einen König verdankt. Mit Pippins Erhebung zum König der Franken endete 751 die Phase von machtvollem Hausmeier und schwachem König. Den letzten Merowingerkönig setzte Pippin ab und wies ihn ins Kloster ein.

## Familie, Hof und Kirche

### Ehen und Nachkommen
Karl hatte aus zwei Ehen insgesamt drei Söhne. Die Söhne Karlmann und Pippin sowie die Tochter Hiltrud gingen aus der ersten Ehe mit Chrodtrud, einer Adligen unbekannter Herkunft, hervor. Der Sohn Grifo entstammte der späteren Verbindung mit der bayerischen Agilolfingerin Swanahild. Außerdem hatte Karl drei uneheliche Söhne, Bernhard, Hieronymus und Remigius, deren Mutter wohl die Konkubine Ruodhaid war. Ihnen gedachte er nur eine untergeordnete Stellung zu.
Karl konzentrierte nach dem schwer erkämpften Aufstieg die ganze Macht auf seine Person. Anders als sein Vater Pippin und sein Enkel Karl der Große hat er seine Söhne weder an der Herrschaft beteiligt noch ihnen ein eigenes Herrschaftsgebiet übertragen. Sie werden auch nicht als Beteiligte an seinen militärischen Unternehmungen genannt. Selbst Amt und Titel des Hausmeiers beanspruchte er zeit seines Lebens für sich allein. Lediglich Karls ältester Sohn wird 723 einmal mit seinem Handzeichen in einer Schenkungsurkunde des Vaters für das Kloster Utrecht geführt. Seine erste Gattin trat trotz mindestens zwanzig Jahren Ehe in keiner seiner Urkunden auf; auch keine erzählende Quelle berichtet von ihr. Verschiedene Annalenwerke notieren lediglich ihren Tod im Jahr 725.
Die Heirat mit der Agilolfingerin Swanahild, die der Herzogsfamilie eines der ans Reich grenzenden Dukate angehörte, war singulär in der Geschichte der Karolinger. Bislang hatten die Karolinger eheliche Verbindungen mit solchen Familien vermieden. Karls Schritt verdeutlicht zugleich das hohe Ansehen der Agilolfinger. Seine Ehe bildete die Grundlage für freundschaftliche Beziehungen zwischen Karl und dem Langobardenkönig Liutprand. Swanahild war die Nichte von Liutprands Gemahlin Guntrud. Die Heirat brachte aber nicht nur eine fränkisch-langobardische Annäherung, sondern auch ein fränkisch-bayerisches Bündnis. Außerdem versöhnte Karl damit möglicherweise den Anhang Plektruds, falls es zutrifft, dass Swanahild deren Großnichte war. Die Heirat steigerte zusätzlich Karls Ansehen in der ahnenstolzen Gesellschaft des Frühmittelalters. Swanahild entstammte väterlicherseits dem altehrwürdigen Geschlecht der Agilolfinger, deren Ansehen nur mit dem der Merowinger vergleichbar war, die seit 200 Jahren den fränkischen König stellten. Karl machte durch diese prestigeträchtige Heirat einen wichtigen Schritt an die Spitze der gesamtfränkischen Adelsgesellschaft. 

### Hof
Im Frühmittelalter wurde Königsherrschaft durch ambulante Herrschaftspraxis (Reisekönigtum) ausgeübt. Der Merowingerkönig reiste mit seinem Hof durch das Reich und verschaffte dadurch seiner Herrschaft Geltung und Autorität. Zum Hof gehörten die Inhaber der Hofämter und zahlreiche Bedienstete. Zeitweilig hielten sich am Hof auch verschiedene geistliche und weltliche Große auf. Das wichtigste Hofamt war das des Hausmeiers (maior domus). Es wurde zwar vom König vergeben, doch im 7. Jahrhundert entwickelte sich das Hausmeieramt zu einer eigenständigen Größe in den jeweiligen Teilreichen und der König verlor die Kontrolle darüber. Zu Beginn des 8. Jahrhunderts verließen die Großen den Königshof und erschienen nur noch in der Umgebung des Hausmeiers Pippins des Mittleren. Durch die von Pippins Tod ausgelöste Sukzessionskrise bildete sich für kurze Zeit am Hof des Merowingerkönigs Chilperich noch einmal ein Kreis von Adligen, welche die bisherigen Hofämter ausübten und in Opposition zu Karl Martell standen. Ingrid Heidrich ist in ihren urkundenwissenschaftlichen Forschungen zum Ergebnis gekommen, dass Karl „nach seinem Sieg über Chilperich und Raganfrid nicht mehr an die alte Hofämtertradition anknüpfte“. Aus dem Zeitraum von 697 bis 750 ist keine einzige Hofversammlung in Anwesenheit des Königs überliefert. Das Amt des Hausmeiers wurde unter den Karolingern nicht mehr besetzt. Karl ließ junge Adlige am Hof erziehen. Mit dieser erstmals unter ihm belegten Praxis sollte die Integration des Adels in die karolingische Monarchie gefördert werden. Allmählich bildete sich auch eine Hofkapelle als zentrale geistliche Institution am Hof. Schon unter Karl Martell sind capellani (Kapläne) und karolingische Hofgeistliche nachweisbar.

### Verhältnis zur Kirche

#### Zugriff auf Bistümer und Klöster
Den Karolingern gelang es im 8. Jahrhundert, durch die direkte Kontrolle über zentrale Klöster des Frankenreiches ihre Stellung auszubauen. Insbesondere Karl Martell nutzte die Klöster zur Festigung seiner Macht und betrieb eine durchdachte Kirchenpolitik. Dabei lavierte er geschickt zwischen verschiedenen kirchlichen Gruppen. So unterstützte er die Reformer angelsächsischer Herkunft wie Willibrord und Bonifatius. Zugleich pflegte er aber auch gute Beziehungen zu verweltlichten Bischöfen wie Milo von Trier. Milo erhielt vom Hausmeier das Bistum Reims, nachdem er zuvor bereits Bischof von Trier gewesen war. Er hatte sich die Kritik des Bonifatius zugezogen, der ihn sexueller Verfehlungen und der Ausplünderung von Bistümern bezichtigte.
Bischofsämter und Abtswürden nutzte Karl, um seine Macht zu festigen und auszubauen. Darin unterschied er sich nicht von seinem Vater oder früheren Hausmeiern und auch nicht von den Merowingerkönigen. Bischof Rigobert von Reims hatte in der Sukzessionskrise zwischen Neustrien und Austrasien eine unschlüssige Position eingenommen. Nach Karls Schlachtenerfolg von Vinchy verlor er sein Amt. Er wurde durch Liutwin von Trier ersetzt, der offenbar ein zuverlässiger Anhänger Karls war. Nach einer Quelle aus dem 11. Jahrhundert hatte sich der Abt Peter von St. Gent ebenfalls beim Ausbruch der Nachfolgewirren gegenüber Karl zu sehr zurückgehalten; auch er wurde nach der Schlacht von Vinchy abgesetzt. Ein ähnliches Schicksal traf bei Karls Ausgreifen nach Burgund die Bischöfe Ainmar von Auxerre, Eucherius von Orléans und Willicarius von Vienne. Mit der Leitung wichtiger Abteien betraute Karl Martell vor allem seine Getreuen und Verwandten. Hugo, ein schon früh zum Priester geweihter Neffe des Hausmeiers, leitete die Abteien Saint-Denis, Saint-Wandrille und Jumièges und stand den Bistümern Paris, Rouen, Bayeux, Lisieux und Avranches vor. Durch Karl Martell wurde er zur wohl einflussreichsten Person in Neustrien und übte im westlichen Reichsteil faktisch eine Statthalterfunktion aus. Durch die Besetzung von Ämtern in Kirchen und Klöstern versuchte Karl langen Vakanzen vorzubeugen, die regionalen Machthabern die Möglichkeit gaben, kirchlichen Besitz zu übernehmen. Für ihn bedeutete die Minderung des kirchlichen Besitzes auch eine Schmälerung seiner eigenen Ressourcen.
Im 9. Jahrhundert entstand das Bild von Karl Martell als einem „Kirchenräuber“. Schon in einem Brief, den Bonifatius Anfang 746 an König Æthelbald von Mercia geschickt hatte, wurde er als Kloster- und Kirchenschänder bezeichnet. Allerdings hat die Geschichtswissenschaft dieses Bild relativiert. Die Konfiskationen von Kirchengut gingen nicht über das bis dahin übliche Maß hinaus. Bei einer Untersuchung von vier Klöstern des frühen 8. Jahrhunderts (Saint-Trond, Amay, Sankt Servatius in Maastricht, Lobbes) in der Maasgegend konnte durch neuere archäologische Forschungen festgestellt werden, dass Karls Kirchenpolitik nicht von der seiner Vorgänger oder Nachfolger abwich. Eine Analyse von zwei Placita (königlichen Gerichtsurkunden) aus der Zeit von etwa 780, in denen es um angeblich von Karl Martell entfremdetes Kirchengut geht, legt den Schluss nahe, dass die Säkularisationen erst von seinem Sohn Pippin III. um 751 vorgenommen wurden. Die zeitgenössische Hagiographie spiegelt vielmehr die im Vergleich zu anderen Hausmeiern guten Beziehungen Karls zur Kirche. Auch das lange in der Geschichtswissenschaft vorherrschende Bild, dass der fränkische Klerus in einem desolaten Zustand und Karl Martell ein Gegner von Reformbestrebungen war, ist von Timothy Reuter (1994) abgeschwächt worden. Die Angaben über kirchliche Missstände im Frankenreich in der ersten Hälfte des 8. Jahrhunderts entstammen überwiegend der Briefsammlung des Bonifatius; in den zeitgenössischen fränkischen Quellen kommen solche Nachrichten kaum vor. Bonifatius entwarf ein desolates Bild vom Zustand der fränkischen Kirche: „Kein anderes christliches Volk auf der Welt hat ein so großes Verbrechen und so große Sünde gegen die Kirche Gottes und die Klöster wie das Volk der Franken: nicht in Griechenland, nicht in Italien, nicht in Britannien, nicht in Afrika, nicht in einem anderen Volk der Christen.“ Nach Reuter hat Bonifatius in seinen „moralischen und rhetorischen“ Strategien die Zustände der Kirche verzerrt wiedergegeben. Die dargestellten Missstände waren weder neu noch eine spezifisch fränkische Erscheinung. Völlig grundlos war die Kritik an den kirchlichen Zuständen allerdings nicht. Seit der zweiten Hälfte des 7. Jahrhunderts fanden keine Synoden mehr statt. Karl kümmerte sich wenig um kirchenrechtliche Vorschriften, da er oft mehrere kirchliche Ämter an loyale Gefolgsleute vergab und die anfallenden Einkünfte aus Kirchengut zur Belohnung militärischer Dienste zweckentfremdete.

#### Lehnswesen
Karls Übernahme kirchlicher Güter und deren Vergabe an seine Gefolgsleute wurden in der älteren Forschung als gezielte Schritte zur Formierung des Lehnswesens interpretiert. Diese Interpretation geht auf das ausgehende 19. Jahrhundert zurück, als die Mediävistik die Entstehung und Entwicklung des Lehnswesens eingrenzte. Insbesondere Heinrich Brunner (1887) sah in Karl Martell den Urheber des Lehnswesens. Brunner glaubte, dass die Übernahme von Kirchenbesitz für den Aufbau und Unterhalt einer schlagkräftigen Truppe erforderlich gewesen sei. Sein Ansatz wurde in der Geschichtswissenschaft noch erweitert: Karl wurde nicht nur als gesellschaftlicher, sondern auch als militärischer Innovator dargestellt. Nach einer 1962 erschienenen Monographie von Lynn Townsend White verhalf er auf der Grundlage des Steigbügels seinen berittenen Einheiten zu einer höheren Durchschlagskraft. Whites Deutungen riefen besonders im anglo-amerikanischen Raum erhebliche Kritik hervor. Dort wurde vielmehr die Kontinuität der Kriegstechnik betont. Heute gelten die Thesen von White als widerlegt.
Auch die früher allgemein akzeptierte Vorstellung eines seit der Karolingerzeit in Europa verbreiteten „Lehnswesens“ wurde in den 1990er Jahren durch Susan Reynolds radikal in Frage gestellt. Ob die Zusammenstellung und Ausrüstung der Truppen unter Karl Martell mit gezielten Maßnahmen zur Entwicklung des Lehnswesens einherging, ist auch nach Ansicht anderer Historiker sehr fraglich geworden. Die Annahmen der älteren Forschung beruhten auf einer viel zu schmalen Quellengrundlage. Mehrdeutige Ausdrücke in den karolingerzeitlichen Quellen sind, so Steffen Patzold zusammenfassend, von der älteren Forschung vorschnell im Rahmen von deren Modell des Lehnswesens interpretiert worden.

#### Missionierung und Kirchenorganisation
Der angelsächsische Missionar Bonifatius kam erstmals 719 nach Bayern, ohne einen längeren Aufenthalt zu nehmen. Sein zweiter Aufenthalt wurde von Stephan Freund als eine „Predigt- und Visitationsreise“ durch Bayern charakterisiert. Dabei zog er predigend durch das Land und begutachtete Kirchen. Es ist umstritten, ob Karl Martell die Aktivitäten des Missionars in Bayern beeinflusste. Bei seinem dritten Aufenthalt plante Bonifatius, das Land in die vier Bistümer Regensburg, Freising, Passau und Salzburg zu teilen und eine umfassende Kirchenorganisation durchzuführen. Der Bischof von Passau war bereits von Papst Gregor III. geweiht worden. Es gilt als wahrscheinlich, dass Karl die Kirchenorganisation des Bonifatius unterstützte. Ohne Billigung des Papstes und des Hausmeiers wären die Aktivitäten des angelsächsischen Missionars in Bayern kaum zu bewerkstelligen gewesen.
Nach dem erfolgreichen Feldzug Karl Martells 738 in Sachsen unternahm Bonifatius dort den ersten größeren Missionierungsversuch. Laut einem verlorenen Schreiben, das er in diesem Jahr an Papst Gregor III. richtete und dessen Inhalt aus der päpstlichen Antwort erschlossen werden kann, führten die Bemühungen von Bonifatius und Karl der Kirche etwa hunderttausend Seelen zu. Die besiegten Sachsen waren wohl zu Massentaufen gezwungen worden. Weitere Nachrichten über Missionierungsbemühungen gibt es nicht. Da die Sachsen an ihrem heidnischen Glauben festhielten, scheinen die militärischen und missionarischen Interventionen in Sachsen nicht erfolgreich gewesen zu sein.
Wenn also Karl einerseits Bonifatius bei der Missionierung der Sachsen und bei der Kirchenorganisation in Bayern förderte, so hielt er sich andererseits im mainfränkisch-thüringischen Raum religionspolitisch zurück. Die Bistümer Büraburg, Würzburg und Erfurt wurden wahrscheinlich erst nach dem Tode Karl Martells 742 gegründet. Der Hausmeier hatte die Pläne des Bonifatius für eine Kirchenprovinz anscheinend wegen des Widerstandes einflussreicher Adelskreise nicht unterstützt. Der austrasische Episkopat befürchtete von der Schaffung dieser Bistümer Auswirkungen auf die linksrheinischen Kirchen. Auch Karls nachlassende Gesundheit könnte sein Interesse an einer Neuordnung der Kirchenorganisation verringert haben.

#### Kontakte zum Papsttum
Eine erste Kontaktaufnahme Karls mit dem Papsttum ist für das Jahr 723 bezeugt, doch kam er nie nach Rom. Karl der Große war der erste Karolinger, der als Herrscher nach Rom zog. Papst Gregor III. geriet durch die Langobarden unter König Liutprand zunehmend in Bedrängnis. Liutprand wollte die Apenninhalbinsel unter seine Kontrolle bringen und König von ganz Italien werden. 739 schickte der Papst deshalb zwei Gesandtschaften an Karl, die ihm die Fesseln des heiligen Petrus sowie die Schlüssel zum Heiligen Grab aushändigten sowie eine Fülle weiterer Geschenke überbrachten. Solche Reliquien hatten einen wesentlichen Anteil an der Sakralität des Herrschers. Eine Gesandtschaft überhäufte den Karolinger angeblich mit Geschenken in einem bislang nie dagewesenen Ausmaß. Der Papst wandte sich dadurch vom byzantinischen Kaiser ab und dem Hausmeier zu. Diese Annäherung beantwortete Karl mit Gegengeschenken, doch unternahm er nichts zur Unterstützung des Papstes. Sowohl sein gutes Verhältnis zum langobardischen König Liutprand als auch seine nachlassende Gesundheit hinderten ihn an einem Bündnis mit Gregor.

## Name und Beiname
Auf Karl Martell geht die spätere Bezeichnung der Familie als „Karolinger“ zurück. Der Name Karl war ein neuer Name in der Familie, der bislang weder im arnulfingischen noch im pippinidischen Zweig der Vorfahren vorgekommen war. Die Forschung hat darauf hingewiesen, dass es sich um einen „zuvor nirgends belegten, also traditionslosen Namen“ handelt.
Die Erfolge Karl Martells nach 714 führten zu einer Umorientierung bei den dynastischen Leitnamen: Karl und Karlmann wurden vorherrschend, Arnulf und Drogo wurden nur noch an minderberechtigte Söhne vergeben, der Name Grimoald verschwand ganz.
Alle frühen Karolinger bis zu Karl dem Großen werden in den zeitgenössischen Quellen ohne Beinamen oder andere Zusätze genannt. Erst im 9. Jahrhundert wurde Karl wegen seiner Tapferkeit und Stärke in seinen vielen Schlachten der Beiname Martellus („der Hammer“) verliehen. Entgegen einer in der populärwissenschaftlichen Literatur weit verbreiteten Ansicht tritt dieser Beiname aber nur selten in Verbindung mit der Schlacht bei Poitiers 732 gegen die Araber und Berber auf. Er ist erstmals um 875 überliefert, jedoch nicht in der Form Malleus („Hammer“), sondern Tudites („Stoßer“). Wenig später findet sich in der wohl zwischen 888 und 894 verfassten Vita Rigoberti erstmals der Beiname Martellus, der sich im späteren Verlauf der Geschichtsschreibung durchgesetzt hat. Nach Ulrich Nonn, der einer bereits von Theodor Breysig im Jahr 1869 geäußerten Vermutung folgt, war die ursprüngliche Form des Beinamens wohl volkssprachlich und wurde dann verschiedentlich ins Lateinische übersetzt.
Den Beinamen Martellus führten auch spätere Herrscher, so in der Mitte des 11. Jahrhunderts Gottfried II. von Anjou sowie ein späterer Graf von Anjou. Im ausgehenden 13. Jahrhundert begegnet noch ein weiterer Karl Martell, der Sohn König Karls II. von Neapel, der 1281 Clementia, die Tochter König Rudolfs von Habsburg heiratete.

## Das Bild Karl Martells im Wandel der Zeiten

### Mittelalter
Über Karls Regierungszeit sind die Angaben der Quellen spärlich, wobei die Kriege und Feldzüge den größten Raum einnehmen. Aussagen über seinen Charakter sind kaum möglich. Der Kriegszustand war Normalität. Die klösterlichen Annalen vermerkten es sogar, wenn in einem bestimmten Jahr kein Feldzug stattfand. Es sind von Karl Martell nur sechs Urkunden im Original und neun weitere abschriftlich erhalten. Gleichwohl sind von ihm mehr Urkunden überliefert als von den zeitgenössischen Merowingerkönigen oder von anderen Adeligen, was ein Hinweis auf die Bedeutung des Hausmeiers in dieser Zeit ist.
Als wichtigste Quellen gelten die zeitgenössischen historiographischen und hagiographischen Werke. Der Liber Historiae Francorum („Buch der Frankengeschichte“) wurde im Jahr 727 abgeschlossen und umfasst damit nur die erste Hälfte der Regierungszeit Karls. Die Fredegar-Chroniken sind eine pro-karolingische Quelle. Bislang war in der Forschung die Sichtweise vorherrschend, es handle sich um ein einziges, später fortgesetztes Werk. Roger Collins (2007) hingegen ging in seiner Analyse der Fredegar-Chroniken von zwei selbständigen historiographischen Texten aus. Er schlug für das zweite Werk statt „Fredegar-Fortsetzungen“ den Namen „Historia vel gesta Francorum“ vor. Das Werk verfasste bis zum Jahr 751 Graf Childebrand, ein Halbbruder Karl Martells. Von der Forschung wurde es für die Jahre 736 bis 751 geradezu als „Familienchronik des karolingischen Hauses“ (Wilhelm Levison) betrachtet. Beide Quellen zeichnen von Karl das Bild eines siegreichen Kriegers. Karl war ein „herausragender Krieger“ (egregius bellator) und ein Triumphator. Für den Fredegar-Fortsetzer standen die Schlachtenerfolge Karls in einem biblischen Zusammenhang. Die Eroberung von Avignon 737 vergleicht der Chronist mit der Einnahme Jerichos. Bei der abschließenden Würdigung finden sich Anknüpfungen an das Buch Josua. Nach Eugen Ewig wurde „das Lebenswerk Karl Martells mit dem Josuas in Parallele gesetzt“. Die Annales regni Francorum beginnen ihre Darstellung 741 mit dem Tod Karl Martells (Carolus maior domus defunctus est). Der Tod des Hausmeiers bildete für einen Geistlichen noch fünfzig Jahre später den angemessenen Ausgangspunkt für sein Annalenwerk über die Geschichte der Karolinger. Die Reichsannalen sind eine der bedeutendsten Quellen der Karolingerzeit. Eine weitere wichtige Quelle sind die Annales Mettenses priores, die für die Zeit Karl Martells als glaubwürdig gelten, obwohl die Informationen erst im 9. Jahrhundert zusammengestellt wurden. Es handelt sich um eine Kompilation aus den Fredegar-Fortsetzungen, den Reichsannalen und unbekannten Texten. Sie wurde wohl im karolingisch-fränkischen Kloster Chelles (so Hartmut Hoffmann) oder in St. Denis (Irene Hasselbach) verfasst.
Karls Zugriff auf das Kirchengut verdüsterte sein Bild in den hagiographischen Quellen des 9. Jahrhunderts. Der Reimser Erzbischof Hinkmar (845–882) beschrieb ihn in der Visio Eucherii als Räuber von Kirchengut. Als Kirchenräuber hatte Karl schwere Höllenstrafen zu ertragen. Dieses negative Karlsbild wirkte lange nach. An Hinkmar knüpfte die zwischen 888 und 895 entstandene Vita des Reimser Bischofs Rigobert an. Sie zeichnet von Karls Kirchenpolitik ein rein negatives Bild. Im weiteren Verlauf des Mittelalters bildeten sich zwei Erinnerungsstränge heraus: das Bild eines Kirchenräubers und das höchst positive eines glorreichen Feldherrn. Die beiden Stränge sind trotz ihrer Widersprüchlichkeit nicht klar getrennt; sie wurden vor allem in den großen Kompendien des Spätmittelalters vermischt.

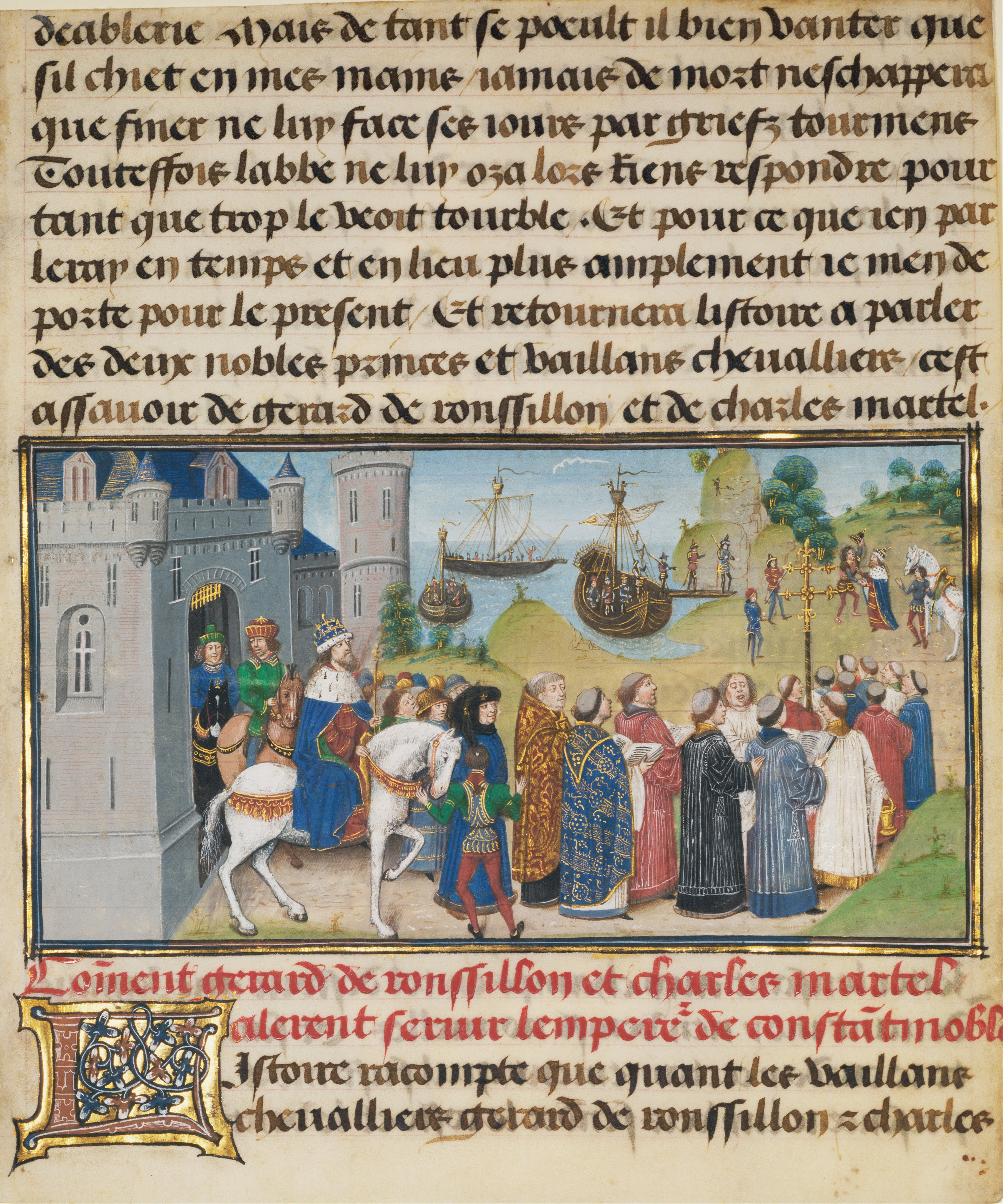
Der byzantinische Kaiser empfängt Gerard de Roussillon und Karl Martell. Loyset Liédet, illuminiert 1467–1472. J. Paul Getty Museum, Ms. Ludwig XIII 6, fol. 2

Karls militärische Erfolge wurden in den historiographischen Quellen des Mittelalters nicht auf die Schlacht bei Poitiers von 732 reduziert. Die 754 abgefasste sogenannte Mozarabische Chronik aus der muslimisch dominierten Iberischen Halbinsel berichtet über den Schlachtensieg von 732, dass die Europenses gegen die muslimischen Truppen siegreich gewesen seien. Der Eintrag gehört zu den frühesten Belegen für die Bezeichnung „Europäer“. Die Darstellung dieser Quelle entspricht allerdings nicht der Sichtweise der fränkischen Chronisten. Der Begriff bezog sich zunächst auf das Heer der Franken und Burgunder, nicht generell auf die Bewohner Europas. Ulrich Nonn sah in der Ende des 8. Jahrhunderts verfassten Langobardengeschichte des Paulus Diaconus einen möglichen Grund dafür, dass diese Schlacht später als herausragend angesehen wurde. In dieser Historia Langobardorum gab der Geschichtsschreiber die Verluste der Sarazenen mit 375.000 Mann an; auf fränkischer Seite seien nur 1500 Mann gefallen. Der Mehrzahl der karolingischen Geschichtsschreiber sind diese Zahlenangaben jedoch unbekannt. Regino von Prüm hat im 9. Jahrhundert die Angabe des Paulus Diaconus in seine Chronik übernommen. Bei Otto von Freising, dem wohl bedeutendsten Geschichtsschreiber des Mittelalters, wurde die Zahl in seiner 1143 bis 1146 verfassten Weltchronik wohl durch einen Abschreibfehler sogar auf 385.000 erhöht. Ab Mitte des 11. Jahrhunderts verblasste im Reich die Erinnerung an Karl Martells Sieg von 732. Für Marianus Scottus und Frutolf von Michelsberg war die Schlacht keinen Jahreseintrag wert. Auch bei Gottfried von Viterbo und in der Sächsischen Weltchronik findet sich keine Erwähnung von Karls Sieg bei Poitiers.
Obwohl Karl kein König war, wurde im Echternacher Nekrolog seinem Namen der Titel rex (König) beigefügt, womit er als Herrscher aufgewertet wurde. In späteren Quellen wurde der Königstitel für den Hausmeier durchaus üblich. In einzelnen Fällen war dies Absicht, in anderen lag es an Unkenntnis der Geschichtsschreiber. Eine Aufwertung seiner Stellung erfuhr Karl auch im 13. Jahrhundert. Bei der Grabmalanordnung unter Ludwig IX. 1246/47 wurde er in die Reihe der Könige eingeordnet. Für die dynastische Geschichte der Kapetinger bedeutende Personen wie der Herzog von Franzien Hugo, der Vater von Hugo Capet, traten dagegen zurück. Damit wollten die Kapetinger „die Rückkehr zum Geschlecht Karls des Großen“ (reditus ad stirpem Caroli Magni) propagieren und ihre Dynastie aufwerten.
Im Spätmittelalter führte Herzog Philipp der Gute von Burgund (1419–1467) seine Herkunft auf Karl Martell zurück. Der Hofschreiber David Aubert verfasste für ihn zwischen 1463 und 1465 eine Histoire de Charles Martel et de ses successeurs (Geschichte Karl Martells und seiner Nachfolger). Das Geschehen wurde an die aktuelle Situation des 15. Jahrhunderts angepasst. Im Werk wurde Karl der Königstitel zugesprochen. Der Hausmeier kämpfte gegen die Sarazenen vor Laon und Soissons. Außerdem kam es vor Konstantinopel zu einem Treffen mit dem byzantinischen Kaiser.

### Moderne
Forschungsperspektiven
Ab dem 18. Jahrhundert verband sich mit dem Namen Karl Martells hauptsächlich sein Sieg gegen die Sarazenen. Edward Gibbon (1788) maß in seinem Werk Decline and Fall of the Roman Empire der Schlacht eine epochale Bedeutung zu. Nach Gibbon hätte es ohne den Sieg Karls längst in Paris und London Moscheen gegeben und in Oxford wäre statt der Bibel der Koran gelehrt worden. Gibbon feierte Karl „als Retter des Abendlandes“. Jacob Burckhardt (1840/41) verehrte in seiner historischen Erstlingsschrift Karl Martell als „den großen Stifter einer neuen abendländischen Christenheit“, der verhinderte, dass „die Fahne des Propheten [...] vielleicht Jahrhunderte von den Türmen Frankreichs geweht“ hätte. Für Karl Lamprecht (1882) war es „ein Sieg, den die Kirche sofort als weltgeschichtliches Ereignis begriff“. Für Engelbert Mühlbacher (1896) wurde in der Schlacht von 732 um die „Weltherrschaft des Islam und der christlich-germanischen Kultur“ gekämpft. Zu ausgewogenen Urteilen über Karls Schlachtenerfolg kamen Leopold von Ranke (1884) oder Paul Kirn (1932). Seit den 1990er Jahren mehren sich Stimmen, welche die Bedeutung von Karls Schlachtensieg relativieren. Der Erfolg wird als Abwehr einer insgesamt schon abflauenden Bewegung angesehen.
Seit dem Band Die Zeit Karl Martells von Theodor Breysig in der Reihe der Jahrbücher der Deutschen Geschichte (1869) erschien weder im 19. noch im 20. Jahrhundert eine ausführliche Biographie Karl Martells in deutscher Sprache. Breysig ging strikt chronologisch vor und wertete für jedes Jahr die schriftlichen Quellen umfassend aus. Die ausführliche und quellengesättigte Darstellung ist bis heute von Bedeutung. Paul Fouracre veröffentlichte im Jahr 2000 die Monographie The Age of Charles Martel, mit der er die 1978 veröffentlichte französische Darstellung von Jean Deviosse als Standardwerk ablöste. In der deutschsprachigen Forschung erschien 1994 der grundlegende Sammelband Karl Martell in seiner Zeit, der auf eine interdisziplinäre Tagung anlässlich des 1250. Todestages im Jahr 1991 zurückgeht. Die Veranstalter der Tagung, Jörg Jarnut, Ulrich Nonn und Michael Richter, deuteten Karls Zeit „als eine Schlüsselepoche der fränkischen Geschichte – zwischen Dekadenz der merowingischen Königsmacht und Aufstieg der arnulfingischen Hausmeier, zwischen Verfall kirchlichen Lebens und bonifatianischer Reform, zwischen akuter Gefährdung der Grenzen und kräftigem Ausgriff über die Grenzen hinaus“. Das Ergebnis der Tagung war eine differenzierte Einschätzung der Situation der Kirche zur Zeit Karl Martells und der Beziehungen zwischen Hausmeiern und Kirche. Im Jahr 2012 veröffentlichte Andreas Fischer eine deutschsprachige Synthese des Forschungsstandes. Angesichts der spärlichen Quellenlage handelt es sich dabei nicht um eine umfassende Biographie oder Charakterstudie. Fischer beabsichtigt vielmehr „die Herrschaft Karl Martells in ihrer Eigenständigkeit, ihrer Kontinuität und ihren Brüchen präziser zu fassen“.
Rezeption in der Öffentlichkeit

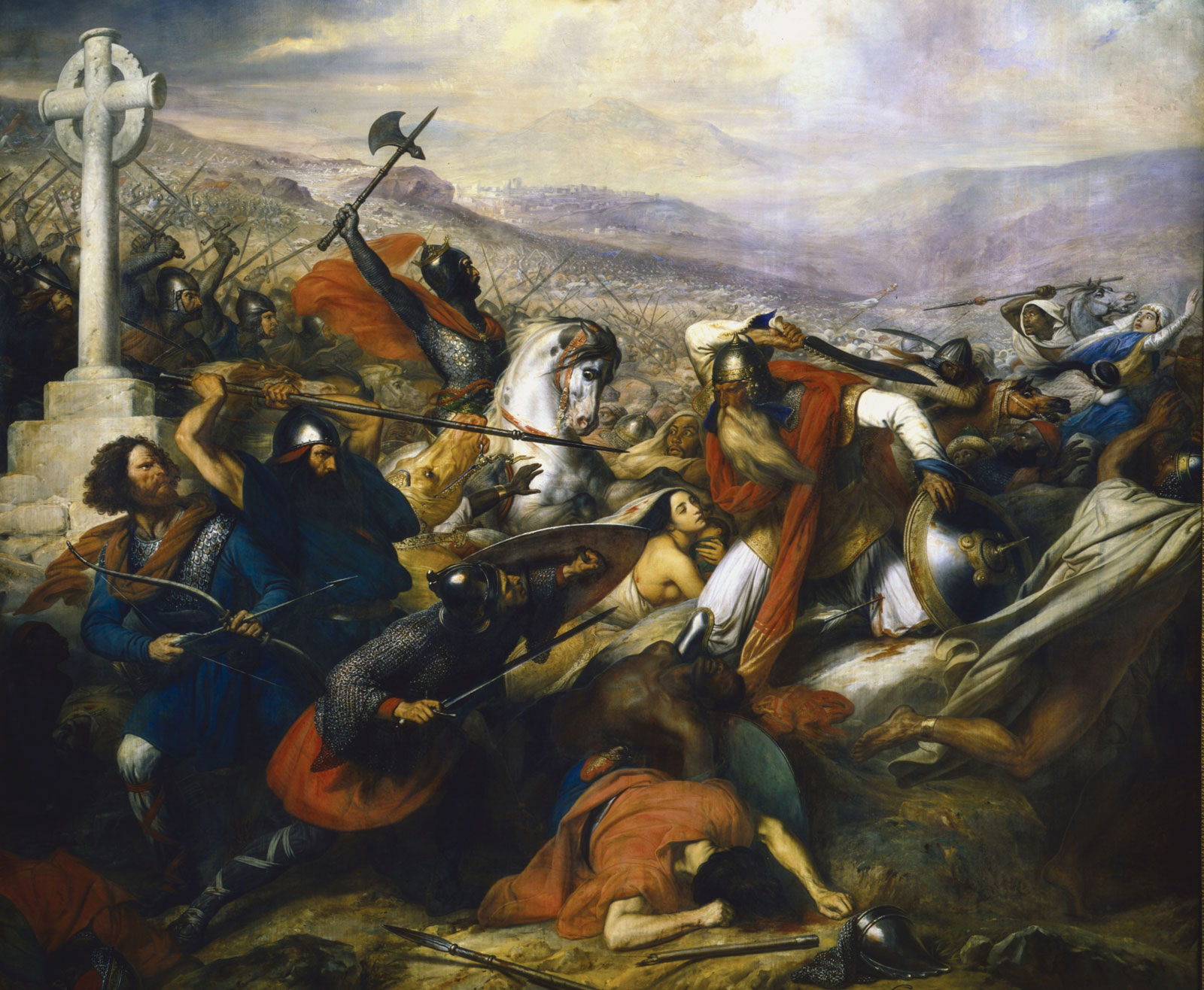
Die Schlacht von Poitiers, Gemälde von Carl von Steuben, 1837.

Die Figur Karl Martells wurde verschiedentlich in der populärwissenschaftlichen Literatur und Kunst behandelt. Auch dabei stand vor allem die Schlacht bei Poitiers von 732 im Blickpunkt. Ein Historiengemälde Carl von Steubens (1837) stilisierte Karl Martell zum Retter des Christentums. Auch neuere Darstellungen legen einen Schwerpunkt auf Karls Sieg, wie etwa die Romane von Thomas R. P. Mielke (1999) und Sabine Lippert (1999).
Ein Schlachtschiff der französischen Kriegsmarine wurde 1897 nach Karl Martell benannt. Auch eine anti-arabische Terrorgruppe in Frankreich benannte sich in der zweiten Hälfte des 20. Jahrhunderts nach dem Karolinger (Groupe Charles-Martel).